# Fácánkakukk
A fácánkakukk (Dromococcyx phasianellus) a madarak (Aves) osztályának a kakukkalakúak (Cuculiformes) rendjéhez, ezen belül a kakukkfélék (Cuculidae) családjához tartozó faj.

## Előfordulása
Dél- és Közép-Amerika dzsungeleinek lakója.

## Életmódja
Csapatosan röpül.